# Kongregace Milosrdných sester svatého Kříže
Kongregace Milosrdných sester svatého Kříže (latinsky Congregatio Sororum Caritatis Sanctae Crucis; SCSC) je římskokatolická ženská řeholní kongregace, která se věnuje hlavně pomoci nemocným a potřebným a práci ve školství.

## Historie

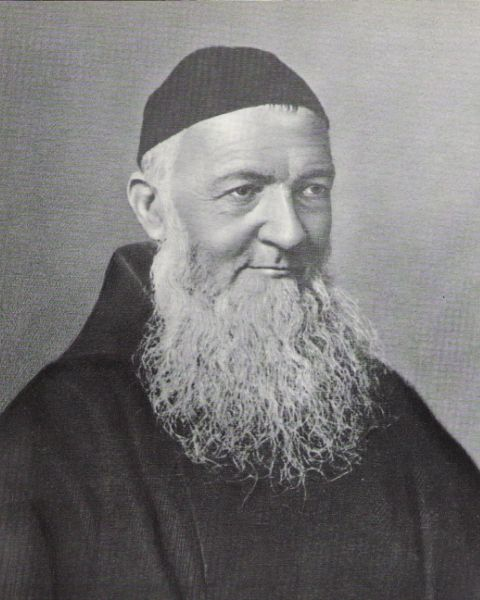
Theodosius Florentini (1808-1865), zakladatel řádu

Kongregaci založil švýcarský kapucín Theodosius Florentini v roce 1856 v Ingenbohlu. V době největšího rozmachu v roce 1940 čítala 9638 řeholnic. Dnes má asi 3400 sester a působí v 17 zemích světa, včetně např. Česka a Slovenska, Indie, Tchaj-wanu, Ugandy, USA a Brazílie. Českou provincii tvoří asi 106 řeholnic.

## Struktura a formace
Kongregace se územně člení na provincie, vikariáty a oblasti. Generální správa kongregace sídlí v mateřském domě v Ingenbohlu.
Žadatelky o vstup do Kongregace musejí projít následujícími formačními obdobími:
- kandidatura (1 rok)
- postulát (1/2 roku)
- noviciát (2 roky)
- juniorát (5 roků) - na počátku sestra složí časné sliby na 2 roky, poté je obnoví na další tři
- složení věčných slibů

## Spiritualita
Spiritualita Kongregace je pevně svázána s františkánskou spiritualitou a soustředí se na tajemství kříže, Zmrtvýchvstání Pána a následování Krista.

## Kongregace v Česku
Do Čech přišla v roce 1860, na Moravu v roce 1872. Roku 1882 založil kardinál Bedřich Egon z Fürstenberka klášter kongregace na zámku v Choryni. Původně byly pro obě Země Koruny české vytyčeny samostatné provincie, na jednu českou se sloučily v roce 1945. Na konci druhé světové války působilo v českých zemích asi 1500 sester (z toho asi 650 v moravské provincii).

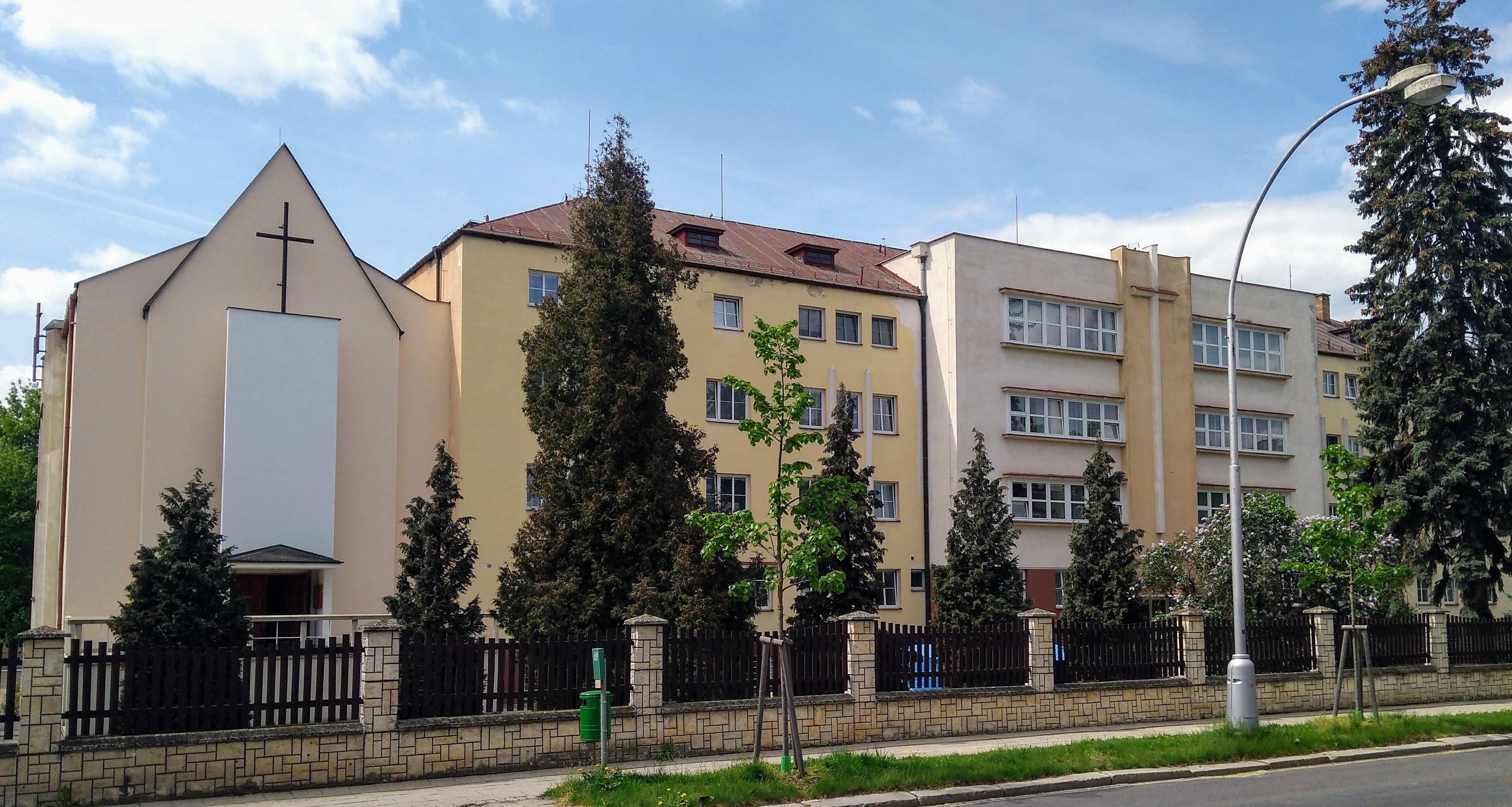
Provinční dům v Kroměříži

V rámci poválečného vyhnání Němců muselo z českých zemí v letech 1945-1954 odejít téměř tisíc sester, což českou provincii zcela zdecimovalo.
Po nástupu komunistického režimu musela kongregace čelit krutému pronásledování, během kterého bylo zlikvidováno její hospodářské zázemí, sestry byly postupně vyhnány ze škol, nemocnic a sociálních ústavů, internovány a využívány jako levná otrocká pracovní síla. Byla nezákonně omezována jejich základní lidská práva, bylo jim znemožňován plnit si řádové a náboženské povinnosti a přijímat nové uchazečky (kongregace jich přesto několik tajně přijala). Řada sester byla odsouzena ve vykonstruovaných procesech a uvězněna.
V roce 1950 bylo 266 sester svatého Kříže z 25 domů převezeno do centralizačního kláštera v Bohosudově. Tyto sestry musely nuceně nastoupit do místních továren a podniků (kaolínka, Fruta, šroubárna, textilní závody), pracovat v domácí výrobě anebo na polích. Žily pod dozorem zmocněnkyň neboli „referentek“ a pod kontrolou církevních tajemníků. Do října 1951 bylo toto velké společenství rozděleno do sedmnácti míst. V březnu 1951 bylo 33 nejmladších členek – novicek a kandidátek rozděleno do různých nemocnic, odloučením od ostatních sester měly být snáze přesvědčitelné k vystoupení z řádu.
Dnes je pro celé Česko vytyčena česká provincie, jejíž vedení sídlí v Kroměříži. Čítá asi 106 sester. Současnou představenou provincie je sestra Miroslava Bortlová.

## Slavné sestry
- bl. Marie Terezie Schererová (1825–1888)
- bl. Ulrika Nischová (1882–1913)
- bl. Zdenka Cecília Schelingová (1916–1955)